# Ruda Śląska
Ruda Śląska (en silesià Ślůnsko Ruda) és una ciutat del voivodat de Silèsia, al sud de Polònia. És un districte de la Mancomunitat Metropolitana de l'Alta Silèsia, una metròpoli amb una població de 2 milions.
Ha format part del voivodat de Silèsia des de la seva formació el 1999. Prèviament, formava part del voivodat de Katowice, i abans d'això del voivodat autònom de Silèsia. El juny de 2013, la població de la ciutat era de 141.869.
El 2012 va obrir el parc aquàtic cobert Aquadrom.

## Personatges il·lustres
- Marcin Baszczyński (1977-), futbolista.